# 1155 Aënna
1155 Aënna è un asteroide della fascia principale del diametro medio di circa 11,64 km. Scoperto nel 1928, presenta un'orbita caratterizzata da un semiasse maggiore pari a 2,4641107 UA e da un'eccentricità di 0,1627730, inclinata di 6,59556° rispetto all'eclittica.
Il suo nome fa riferimento alle lettere iniziali di Astronomische Nachrichten, una rivista tedesca di astronomia.